# مدرسه علمیه امام خمینی
مدرسه علمیه امام خمینی مربوط به دوره قاجار است و در یزد، خیابان مسجدجامع، نزدیک مسجدجامع کبیر یزد واقع شده و این اثر در تاریخ ۲۷ دی ۱۳۷۷ با شمارهٔ ثبت ۲۱۸۵ به‌عنوان یکی از آثار ملی ایران به ثبت رسیده است.